# Éric Buffetaut
Éric Buffetaut (* 1950 in Portejoie, Normandie) ist ein französischer Paläontologe.

## Leben und Werk
Buffetaut studierte Geologie und Paläontologie in Paris, wo er über Krokodile aus der Kreide von Nigeria promoviert wurde. 1976 ging er zum CNRS. 1981 vollendete er das in Frankreich für die Forschungskarriere damals übliche zweite Doktorat (Doctorat d’Etat, vergleichbar einer Habilitation) über die Evolution der Krokodile. Danach wandte er sich unter anderem Dinosauriern zu und grub in Südfrankreich (zum Beispiel in Cruzy), Spanien, Kanada, Mali, Tunesien, Pakistan, Indien, Südkorea, China und Thailand aus.
Er leitet als Forschungsdirektor des CNRS eine Gruppe für Wirbeltierpaläontologie an der Universität Pierre und Marie Curie (Universität Paris VI).
In der Trias von Thailand fand er unter anderem den frühen Sauropoden Isanosaurus, er beschrieb den großen Flugsaurier Hatzegopteryx aus der Oberkreide Rumäniens, den großen Laufvogel Gargantuavis aus der Oberkreide Südfrankreichs (1998 mit Eric Le Loeuf) und Phuwiangosaurus und Siamosaurus aus Thailand. Er befasst sich auch mit Paläoökologie und Geschichte der Paläontologie.
Er veröffentlichte mehrere populärwissenschaftliche Bücher.

## Schriften (Auswahl)
Aufsätze
- Die Evolution der Krokodile. In: Spektrum der Wissenschaft, Jg. 2 (1979), Dezember, ISSN 0170-2971
- Flugsaurier. In: Spektrum der Wissenschaft, Jg. 27 (2004), November, ISSN 0170-2971.
- The discovery of dinosaur eggshells in 19th century France. In: Kenneth Carpenter, Karl F. Hirsch, Jack Horner: Dinosaur eggs and babies CUP, Cambridge 1994, ISBN 0-521-56723-8, S. 31f.

Monographien
- Cuvier. Le découvreur des mondes disparus (Les génies de la science; Bd. 2). Editions Belin, Paris 2000, ISBN 2-84245-048-5.
- Les Dinosaures (Collection „Idées reçues“). Editions du Cavalier Bleu, Paris 2006, ISBN 2-84670-143-1.
- La fin des dinosaures. Comment les grandes extinctions ont façonné le monde vivant. Fayard, Paris 2003, ISBN 2-213-61489-X.
- Les mondes disparus. Atlas de la dérive des continents. Berg International, Paris 1998, ISBN 2-911289-14-5 (zusammen mit Jean Le Lœuff).
- Geological and biological effects of impact events. Springer, Berlin 2002, ISBN 3-540-42286-2 (hrsg. von Christian Koeberl).
- Radiation évolutive, paléoécologie et biogéographie des crocodiliens mésosuchiens. Société géologique de France, Paris 1982, ISBN 2-85363-033-1.
- Histoire de la paléontologie (Que sais-je? Bd. 2190). Presse universitaire de France, Paris 1998, ISBN 978-2-13-048557-5.
- A short history of vertebrate palaeontology. Croom Helm, London 1987, ISBN 0-7099-3962-0.
- Dinosaures de France. BRGM, Paris 1995, ISBN 2-7159-0766-4.
- Chercheurs de dinosaures en Normandie. Ysec Edition, Louviers 2011, ISBN 978-2-84673-141-6.
- mit Delphine Angst: Paleobiology of giant flightless birds (= Earth system - environmental sciences). ISTE Press, London 2017, ISBN 978-0-08-101143-0.